# 8661 Ratzinger
8661 Ratzinger eller 1990 TA13 är en asteroid i huvudbältet som upptäcktes den 14 oktober 1990 av de båda tyska astronomen Freimut Börngen och Lutz D. Schmadel vid Tautenburg-observatoriet. Den är uppkallad efter Joseph Alois Ratzinger senare känd som Benedictus XVI.
Asteroiden har en diameter på ungefär 13 kilometer och den tillhör asteroidgruppen Eos.